# 伊勢谷宣仁
伊勢谷 宣仁（いせや のりひと、1948年 - ）は、日本の演出家、作曲家、デザイナー、脚本家、アート・コーディネータ、劇場運営・指定管理者研究者で、現在オペラ季節館代表。

## 出身
北海道網走郡大空町（旧東藻琴村）出身。中学校卒業後網走市に転居。網走向陽高等学校卒。国立音楽大学を卒業。クラリネットを小笠原長孝、大橋幸夫に師事、声楽を吉沢哲夫、指揮を増田宏三に師事。

## オペラ活動
大学時代よりオペラの勉強。大学4年次に、当時舞台芸術界に新風を巻き起こした東京室内歌劇場から招請され参画。その後事務局長となり、発足間もない文化庁と様々な折衝。畑中良輔、栗山昌良、若杉弘、三谷礼二等の薫陶を受ける。
主に古典、現代作品において海外の優れたオペラ作品を、日本初演として紹介。文化庁芸術祭主催公演、同協賛公演、また、文化庁移動芸術祭での全国公演、都民芸術フェスティバルやテルアビブ、エルサレム、フランスの音楽祭や演劇祭にも参加。
1978年より佐藤美子率いる創作オペラ協会の事務局長を兼務し、田中均作曲のオペラ「虎月傳」、原嘉壽子のオペラ「祝い歌が流れるように」を世に送り出す。特にB.ブリテンやC.オルフ、G.C.メノッティの多くの作品を上演。他に自ら運営する小劇場「モーツァルト・サロン」でも多くの作品を演出。板東玉三郎のリサイタルではオペラ「カーリュー・リヴァー」のコーディネータを担う他、武智鉄二や、メノッティ演出のオペラにも関わる。
横浜シティオペラ設立に尽力。自身の作品を含めて150以上のオペラ作品に関わる。

## 主なオペラ演出作品
「海の子守歌」「フィガロの結婚」「コシ・ファン・トゥッテ」「魔笛」「ボエーム」「カヴァレリア・ルスティカーナ」「哀れな人」「安田祥子のミニ・オペラ」等々。
1991年、オペラ季節館設立。オペラショウという形式で自ら脚色、作曲、演出、舞台美術を担い次々と作品を発表。処女作は「オズの魔法使い」。手書きした楽譜を、コンピューターを駆使して伴奏音楽の基本をつくる。それに数種の楽器をライブ補完することで、全体にコスト削減の一方で新たなサウンドを創出し、多くの公演を実現。全国の公共ホールや教育委員会、小・中・高校等での公演の他、朝日新聞社、北海道新聞社、神奈川県、コカコーラ・ウェストの主催による多くの公演を実施。特にコカコーラ・ウェスト社の社会貢献事業の一環としては、十余年にわたり多くの公演を実施。
2008年、オペラ季節館の拠点（事務所・稽古場・倉庫）を東京都町田市に移す。
日本の歌を特集した「歌の華祭」はNHK交響楽団メンバー、女優の長山藍子、島田祐子等と共演し、日本各地やブラジルのサンパウロやロンドリーナ等でも公演。
2013年より群馬県上野村の御巣鷹山の麓で、本物の森においてオペラ公演。
地域活動の「第九のある音楽祭」では度々指揮も努める。
オペラ歌手、器楽奏者。ダンサー等、100人以上が協働参画。

## 事業
1972年、24歳で有限会社プローベを設立、代表取締役に就く。レストラン・ジローの創始者沖宏治氏の後ろ盾もあり、新宿伊勢丹前で小劇場「モーツァルト・サロン」、レストラン・バーを12年間にわたり経営。1980年、新宿に稽古場スタジオ・プローベ（現新宿村スタジオ）を設立、1985年地主に譲渡。
2000年、旧松之山町の休耕田の観光花園化を目的として、農業生産法人「エデンの棚田」を設立、代表取締役に就任。中越地震や相次ぐ災害もあって閉鎖。「樹の華」展を開催。
元衆議院議員の山口敏夫氏率いる財団法人2001年日本委員会の企画を永年担う。論文募集事業では脳学者茂木健一郎、医師で速読法の権威栗田昌裕等を輩出。
1995年、同町に、旧分校を改装し芸術家の研修所「芸術季節館」を設立。
2011年、東北大震災の翌朝、長野県栄村を襲った大地震では、隣町だったこともあって芸術季節館の建物にも亀裂、同年末閉鎖。
アート・コーディネータ
板東玉三郎のリサイタル、人間国宝の狂言師野村万作氏の＜舞台生活 ６０周年記念全国公演＞等々のコーディネート等の他、各地の周年記念等の舞台作品も数多く構想、実施。また、朝日新聞社の有する二つのホールや北海道新聞社の企画、また、八ヶ岳音楽堂の企画を永年手がけ、小椋佳、デューク・エイセス、五十嵐喜芳、東敦子、栗林義信等のコンサートを担う。
1983年、1984年新宿芸術祭「フリンジ」を主宰。駅周辺の全ての百貨店と提携し、施設のあらゆる場所を舞台に音楽、舞台、写真、造形展等を10日間で約300公演を実施。
さらに、旧松之山町（現・十日町市）に提案したブナの美人林でのコンサートでは同林を一大観光地に仕立て上げる功績を成した。同町では野村万作、野村萬斎による＜山の上の能楽堂＞で20年にわたって「薪狂言」をコーディネートする等、同町の文化に大きく貢献、商工会議所の顕彰を受ける。
旧川西町における「ブナの千年の森Concert」を数次にわたって構成・演出。渡辺香津美、寺井尚子、クロード・チアリ、宗次郎、ヤドランカ、小松原庸子、等と共演。
2001年、「漫画集団創立70周年記念展」を朝日新聞と共催。
又、十日町市の市政50周年では新設のキナーレで林英哲、草刈民代、山口小夜子等と「炎」を上演、演出を担う。同市合併10周年では、きよつ高原スキー場で「南こうせつwith仲間たち」公演をコーディネート。この間、有楽町マリオン、道新ホールの周年事業でも「三番叟」の公演。近年は倍賞千恵子のコンサートも手がける。

## 作曲
オペラ季節館設立を機に本格的に作曲活動。作曲はほぼ独学。クラシックとポップスの中間系を好む。早くからコンピュ–ター・ミュージックに関わる。岩下哲也氏、永野光博氏等と一部協働。複数の団体に書き下ろした作品の公演はオペラ、ミュージカル、人形劇等で年間５００回公演に及んだ年もある。

## デザイナー
学生時代から、多くのチラシ・ポスターをデザイン、舞台美術、衣装デザイン等を担い、今日に至る。プロジェクション・マッピング、フラワー・デザインもこなす。

## その他
これらを通じてモービル音楽賞、サントリー音楽賞、音楽の友社賞、照明家協会賞、紀伊國屋演劇賞、シャーロック・ホームズ賞等、多くの権威ある賞を個人や団体にもたらしている。
この間、数次に亘り、フランス、イギリス、ドイツ、オーストリア、ハンガリー,中国、アメリカ、ギリシャ、エジプト、ブラジル、タイ、ミャンマー等々の舞台芸術を視察研修。
旧川西町のスーパーアマチュア劇団「夢きゃらばん」の指導・演出は20年に及ぶ。
ザ・コーラスマン「SAMURAI」、市民音楽劇団「どれみ館」、新進の演奏家集団「シンフォニア・漣」を設立、指導にあたる。

## 教育者
昭和音楽大学、短期大学、大学院教授として「音楽人基礎」「アート・マネージメント」の講義をもつ他、キャリア支援を担う。ミュージカル・コースの責任者として芸術監督をつとめる他、大学全体の音響のプロジェクト・リーダーを務める。

## 指定管理業務
鹿島建設等、大手企業等とPFI事業に大学の代表として舞台機構、文化事業企画面で参画、川崎市のスポーツ・文化複合施設（181億円）を受注。その他、複数の企業より指定管理に関する協力依頼を受け参入、現在、そのシステム等全般について研究、助言。

## 作曲作品
全作品を脚色、演出。
- オペラショウ「観音抄」2016年　町田市相原　清水寺にて初演　ソプラノ：國井道子、山本ひで子　バリトン：吉田敦　コーラス：サムライ

- オペラショウ「オズの魔法使い」（全２幕）三越劇場・横浜で初演

- オペラショウ「銀河鉄道」（全１幕９０分）：ミュージカル・プラザの委嘱

- オペラショウ「奇跡の人」（全１幕９０分）

- オペラショウ「地球が泣いている！」（全２幕）：春日部市環境課の委嘱

- オペラショウ「オペラ座の怪人」（全２幕）

- オペラショウ　ブレーメンの音楽隊より「かるてっと♪」：コカコーラ社の委嘱

- オペラショウ「シンデレラ物語」(全２幕　2008年作)： コカコーラ社の委嘱

- オペラショウ「ヘンゼルとグレーテル」（全２幕）：コカコーラ社の委嘱

- 人形劇ミュージカル「地球が泣いている」：パペットの委嘱

- 人形劇ミュージカル「およげたいやき君」：アルプスの委嘱

- 人形劇ミュージカル「ピノキオの冒険」：ポポロの委嘱

- テクノ・クラシック・コンサート「愛の歌」16作品を作曲。

- 他多数。

- 男声コーラス用の編曲も多数。

## CD
- 「燦めく時空のうた・伊藤淑」の構成、編曲：朝日新聞社

- 木村弓の初のアルバムで「千と千尋の神隠し」等を編曲：徳間ジャパン

- 「歌の華祭」（編曲・構成）：オペラ季節館

- 「自叙傳A」（自身の作曲作品アルバム）:オペラ季節館

## DVD
- 「オズの魔法使い」：オペラ季節館
- ブレーメンの音楽隊より「かるてっと♪」：オペラ季節館
- 「歌の華祭」ブラジル公演：オペラ季節館

## テレビ・ラジオ出演、新聞
「平山新潟県知事とのTV新春対談」「地域での文化を語る」等々に出演の他、インタビューにも多く出演。海外のTVにも出演。
新聞では日経新聞や山陰中央日報の「人」欄で紹介される他、関連記事多数。

### YouTube作品「映像と作曲」
- 「大震災」（2015年）

- 「私の恋」（2015年）

- 「バールの歌」（2015年）

- 「鎮静剤」（2015年）

- 「オズの魔法使い」（2014年）

### オペラ季節館
- オペラ季節館 公式ホームページ

- ザ・コーラスマン・サムライ